# Havnø
Havnø er en gammel hovedgård, som nævnes første gang i 1468. Gården ligger i Visborg Sogn i Mariagerfjord Kommune. Hovedbygningen er opført i 1846-1848. Havnø Gods er på 577,5 hektar med Egholt.
Havnø Mølle er en stråtækt hollandsk vindmølle, der blev bygget til godset i 1842. Den er Nordjyllands ældste bevarede vindmølle. Den blev fredet i 1964 og grundigt restaureret i slutningen af 1990'erne.

## Ejere af Havnø
- (1468-1501) Jens Madsen Munk
- (1501-1502) Eline Jensdatter Munk gift Lykke
- (1502-1511) Hans Lykke
- (1511-1535) Peder Hansen Lykke / Erik Hansen Lykke
- (1535-1540) Erik Hansen Lykke
- (1540-1541) Anne Kaas gift Lykke
- (1541-1553) Hans Eriksen Lykke
- (1553-1578) Johanne Nielsdatter Rotfeld gift Lykke
- (1578-1602) Erik Hansen Lykke
- (1602-1605) Dorothea Krabbe gift Lykke
- (1605-1621) Iver Christoffersen Lykke
- (1621-1650) Enevold Jacobsen Seefeld
- (1650-1666) Hillborg Daa gift Seefeld
- (1666-1668) Jacob Enevoldsen Seefeld
- (1668-1672) Peder Enevoldsen Seefeld
- (1672-1675) Vibeke Rosenkrantz gift Seefeld
- (1675-1676) Niels Nielsen Benzon
- (1676-1701) Peder Nielsen Benzon
- (1701-1709) Niels Pedersen Benzon
- (1709-1711) Alhed Magdalene Schwanewede gift (1) Benzon (2) Sehested
- (1711-1718) Iver Nicolai Sehested
- (1718-1726) Severin Benzon
- (1726-1729) Anne Kjærulf gift (1) Svane (2) Benzon
- (1729-1742) Friedrich von Arenstorff
- (1742-1764) Andreas von Arenstorff
- (1764-1796) Johanne Augusta Dietrich gift von Arenstorff
- (1796) Friedrich von Arenstorff
- (1796-1797) Slægten von Arenstorff
- (1797) Severin von Deden
- (1797-1798) Søren Hillerup / Niels Frederik Hillerup
- (1798-1799) Søren Hillerup
- (1799-1802) G. greve Reventlow
- (1802-1809) R. M. Lorenzen
- (1809-1816) Jens Lund
- (1816-1828) Christen Juul Kjeldsen / Christen Dinesen
- (1828-1840) Christen Juul Kjeldsen / Sophie Hedvig Kjeldsen gift Dinesen
- (1840-1842) Christen Juul Kjeldsen / Jens Chrstensen Dinesen
- (1842-1867) Christen Juul Kjeldsen
- (1867-1903) Jens Christensen Juul Kjeldsen
- (1903-1905) Enke Fru Juul Kjeldsen
- (1905-1927) Svend Schou
- (1927-1962) Knud Juel
- (1962-2002) Carl von Lüttichau
- (2002-2012) Merete A. Ahlefeldt-Laurvig gift (1) Ahlefeldt-Laurvig-Bille (2) von Lüttichau
- (2012-) Manon Kirsten von Lüttichau Blou